# Bérröhögő

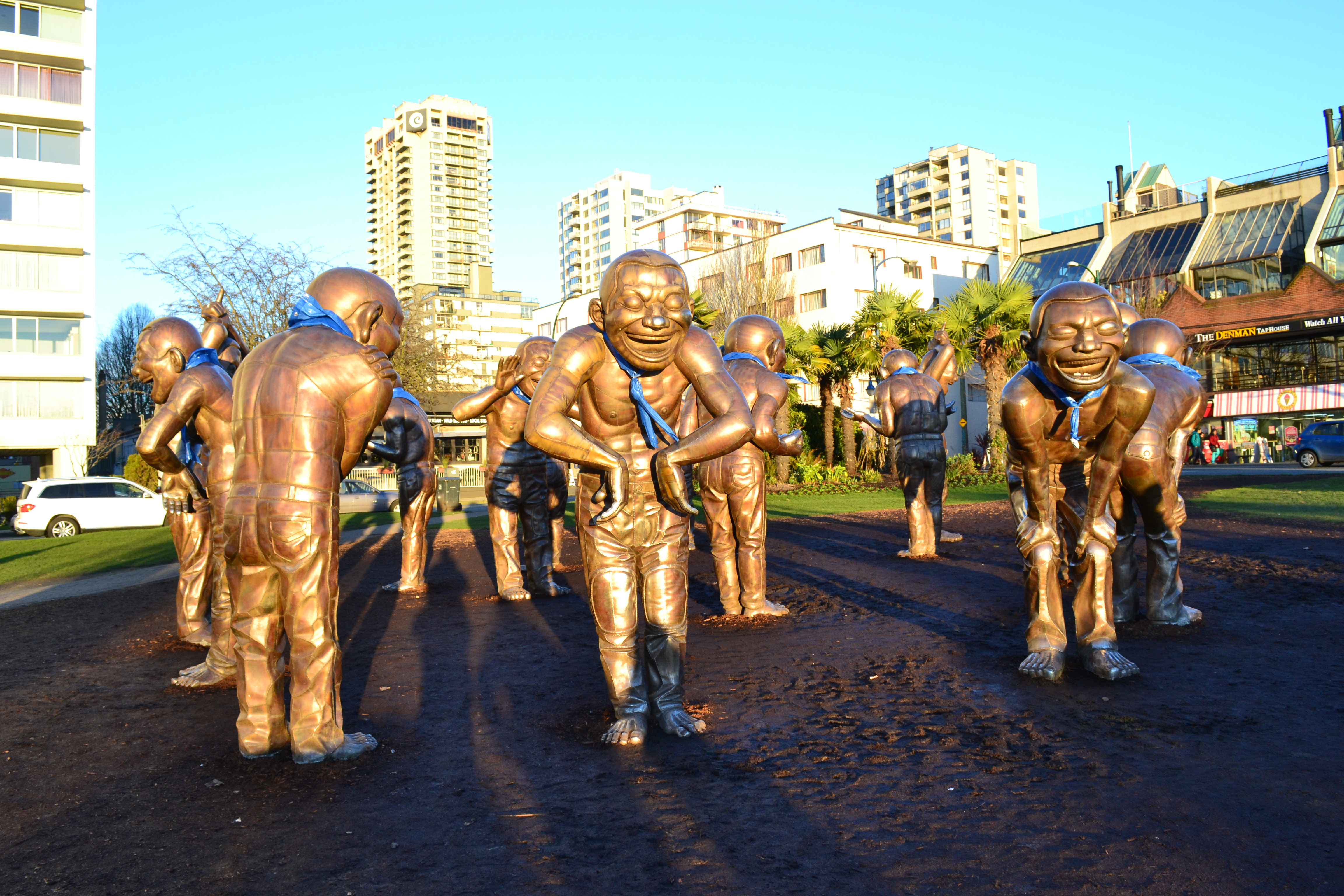
Röhögők szoborcsoport, English Bay, Vancouver

A bérröhögő vagy hivatásos bérnevető olyan személy, aki pénzt kap azért, hogy egy televíziós vígjátékot „alászinkronizáljon” nevetésével és létrehozza egy-egy poén sikerének illúzióját. A bérröhögőket általában csoportosan, nevetőkórusként alkalmazzák, hasonlóan a fizetett statisztaként tapsolókhoz. Színházi szakszóval: klakker, bértapsnok, felbérelt sikercsináló. A televíziók stúdióiban szokássá vált hogy egy-egy műsor felvételekor egy bérröhögtető szakember táblákat mutat fel a közönség felé, hogy a helyszínen lévő közönség tagjai pontosan tudják azt, hogy mikor kell tapsolniuk, nevetniük vagy éppen huhogniuk, függetlenül a saját maguk által érzett emóciótól. Az úgynevezett sitcom sorozatoknál a taps, a nevetés, a röhögés és egyéb, a show bérelt közönségétől eredő reakciók hangja, technikai utómunka eredménye (Laugh Track).

## Története

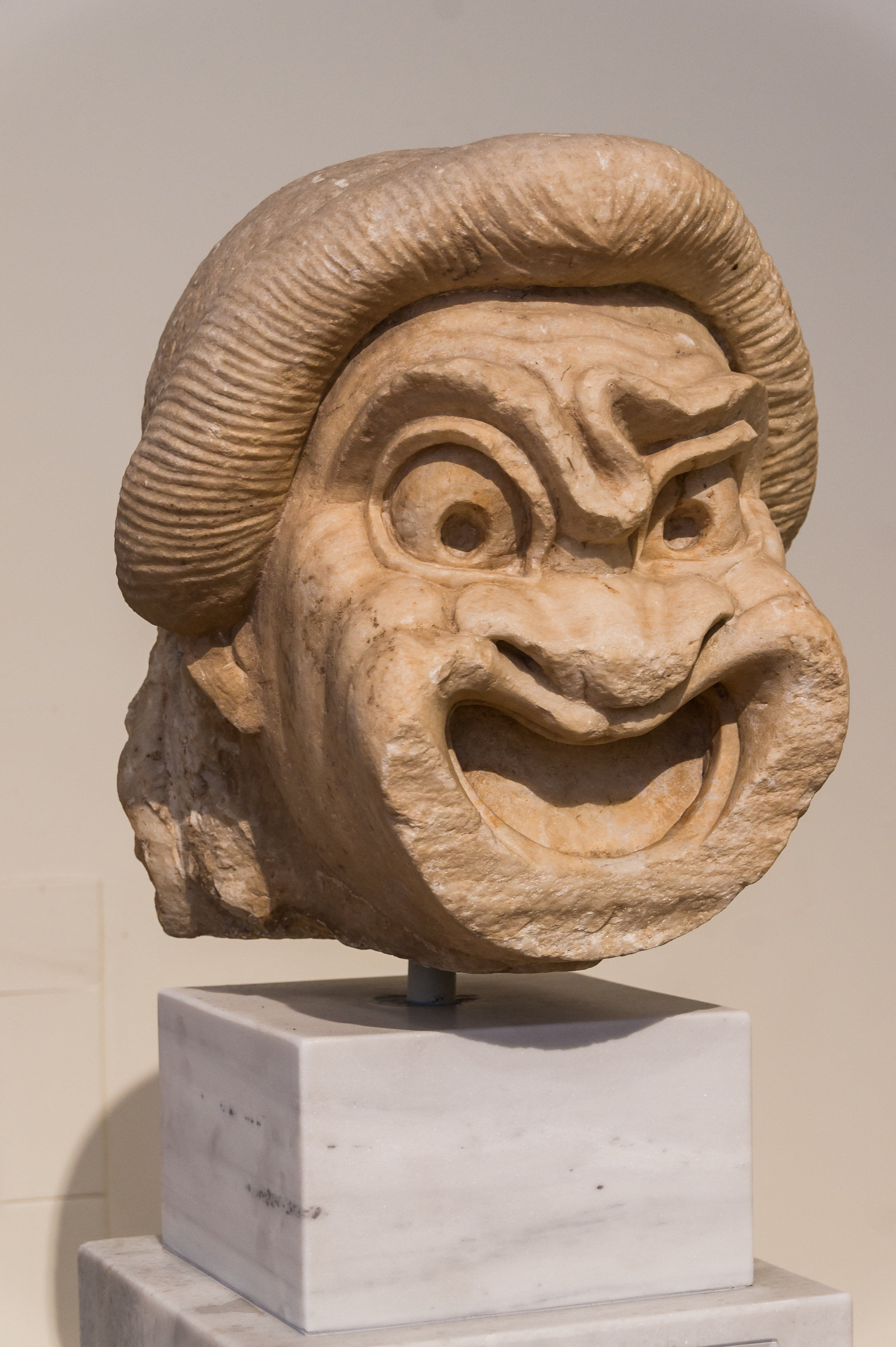
Antik görög színházi maszk

A római színházban az előadás mindig a „Valete et plaudite!” (Ég veletek és tapsoljatok!) mondattal zárult. Az előre lefizetett közönség pedig a hüvelyk- és középső ujjának pattogtatásával, valamint tógájának lebegtetésével jelezte tetszését. Horatius szerint a színházban ülő tömeg „minden játéknál figyelemlekötőbb, fura látvány”, s nem egyszer fizetett tapsolók és botránykeltők működtek közre a „siker”, a közönség igazi szórakozásának érdekében.
claque – itt: bértapsoló társaság

claque entrepreneur – pénzért tapsra vállalkozó, fizetett színházi tapsoló

claqueur chef – a színházi bértapsolók feje, vezértapsoló
Az újkorban a bérröhögők, fizetett tetszésnyilvánítók alkalmazása főként az angol vígjátéksorozatoknál volt elterjedt az 1980-as, 1990-es években (Mr. Bean, Csengetett, Mylord?, Fekete Vipera stb.). A dolog lényege, hogy a bérröhögők a viccesebb jeleneteknél harsányan felnevetnek, változatos hangszíneken derülnek, tapsolnak, illetve egyes jeleneteknél együttérzésüket fejezik ki, a produkció végén vagy egy nagyobb horderejű poén/jelenet után pedig megtapsolják azt. A legjellegzetesebben talán a Mr. Bean-sorozat adja vissza eme jelenséget. A konzervnevetés (canned laughter) technikája és televíziós meghonosítása Charley Douglasshez, a CBS hangmérnökének nevéhez fűződik, aki tulajdonképpen a közönség reakciójakor előforduló hangok „hibáit” javította ki. A hangmérnök nem szerette, hogy a stúdió közönsége a show felvételekor nem nevetett a megfelelő pillanatokban, vagy túl hangosan vagy túl hosszú ideig nevetett. A bérröhögés a 21. századra kiment a divatból. Habár jelenleg is sok ügynökség keres szórakoztató műsorokhoz, sorozathoz, kvízműsorhoz szerepelni vágyó vagy csak a közönség közt elvegyülő, tetszésnyilvánító statisztákat. Azonban az „egykamerás sorozatok” elterjedésének következtében ma már lehet több poént is egymásra halmozni anélkül, hogy bárkinek is megértési nehézsége támadna, így a lassú fölfogású és pocsék humorérzékű nézők is élvezhetik az előadást.